# Roberta Haynes
Roberta Haynes, pseudonimo di Roberta Arline Schack (Wichita Falls, 19 agosto 1927 – Delray Beach, 4 aprile 2019), è stata un'attrice statunitense.

## Biografia
Nata a Wichita Falls, in Texas, visse a Toronto e poi in California, quando si trasferì ancora bambina a Los Angeles con i genitori. Iniziò la carriera di attrice alla fine degli anni quaranta, con due apparizioni non accreditate nei film I bassifondi di San Francisco (1949) di Nicholas Ray e Stanotte sorgerà il sole (1949), ambientato a Cuba e diretto da John Huston. Nel 1950 apparve a Broadway nella pièce La pazza di Chaillot, accanto a John Carradine.
Nel 1952 ebbe un ruolo significativo nel film The Fighter, ambientato in Messico e basato su un racconto breve di Jack London, in cui recitò accanto a Richard Conte e Lee J. Cobb. L'anno seguente apparve nel film per cui è maggiormente ricordata, Samoa (1953), in cui interpretò il ruolo di Maeva, una ragazza indigena dell'isola di Matareva, Sud del Pacifico, che ha una storia d'amore con Gary Cooper e che muore dando alla luce sua figlia.
Sempre nel 1953, la Haynes interpretò altre due pellicole di successo, i western Il suo onore gridava vendetta, diretto da Raoul Walsh e interpretato anche da Rock Hudson e Donna Reed, e Le frontiere dei Sioux, diretto da Fred F. Sears, con Philip Carey e Lee Van Cleef. Il suo aspetto esotico, con occhi e capelli scuri, era congeniale a ruoli di nativa americana, di messicana o polinesiana. Interpretò una principessa indigena nel film d'avventura I filibustieri dei mari del sud (1957), in cui recitò al fianco di Jon Hall, John Carradine e Peter Lorre. 
Durante gli anni cinquanta, l'attrice apparve in numerose serie televisive, tra le quali Climax! (1957), Il tenente Ballinger (1957), Richard Diamond (1959), Lawman (1960) e Hawaiian Eye (1960). Successivamente rimase lontana dalle scene per alcuni anni, a causa di gravi lesioni alla vista riportate durante la realizzazione di un film. Tornò sul set nel 1967 con un ruolo secondario nel poliziesco Senza un attimo di tregua di John Boorman, in cui recitò con Lee Marvin e Angie Dickinson.
Durante gli anni settanta la Haynes apparve in maniera sporadica sul grande schermo e in televisione. Nell'ultima parte della sua carriera recitò in alcune celebri serie televisive come Falcon Crest (1986) e Supercar (1986), e nel film Scuola di polizia 6 - La città è assediata (1989).
Sposata con il suo agente Jay Cantor, Roberta Haynes è morta il 4 aprile 2019 a Delray Beach, in Florida, all'età di 91 anni.

## Filmografia parziale

### Cinema
- I bassifondi di San Francisco (Knock on Any Door), regia di Nicholas Ray (1949)
- Stanotte sorgerà il sole (We Were Strangers), regia di John Huston (1949)
- The Fighter, regia di Herbert Kline (1952)
- Samoa (Return to Paradise), regia di Mark Robson (1953)
- Il suo onore gridava vendetta (Gun Fury), regia di Raoul Walsh (1953)
- Le frontiere dei Sioux (The Nebraskan), regia di Fred F. Sears (1953)
- I filibustieri dei mari del sud (Hell Ship Mutiny), regia di Lee Sholem, Elmo Williams (1957)
- Senza un attimo di tregua (Point Blank), regia di John Boorman (1967)
- L'ultimo avventuriero (The Adventurers), regia di Lewis Gilbert (1970)
- Io sono Valdez (Valdez Is Coming), regia di Edwin Sherin (1971)
- Un marito per Tillie (Pete 'n' Tillie), regia di Martin Ritt (1972)
- Scuola di polizia 6 - La città è assediata (Police Academy 6: City Under Siege), regia di Peter Bonerz (1989)

### Televisione
- Crusader – serie TV, episodio 1x22 (1956)
- Conflict – serie TV, episodio 1x08 (1956)
- Climax! – serie TV, episodio 3x31 (1957)
- Il tenente Ballinger (M Squad) – serie TV, episodio 1x04 (1957)
- Matinee Theatre – serie TV, 2 episodi (1957-1958)
- The United States Steel Hour – serie TV, 1 episodio (1958)
- Studio One – serie TV, 1 episodio (1958)
- Richard Diamond (Richard Diamond, Private Detective) – serie TV, 1 episodio (1959)
- L'uomo e la sfida (The Man and the Challenge) – serie TV, episodio 1x16 (1960)
- Lawman – serie TV, 1 episodio (1960)
- The Rebel – serie TV, 1 episodio (1960)
- Hawaiian Eye – serie TV, episodio 1x20 (1960)
- Johnny Staccato – serie TV, episodio 1x24 (1960)
- F.B.I. (The F.B.I.) – serie TV, 1 episodio (1973)
- Falcon Crest – serie TV, 1 episodio (1986)
- Supercar (Knight Rider) – serie TV, 1 episodio (1986)

## Doppiatrici italiane
- Fiorella Betti in Il suo onore gridava vendetta
- Benita Martini in Senza un attimo di tregua
- Clelia Bernacchi in Samoa